# Vasciano (Stroncone)
Vasciano è una frazione del comune di Stroncone (TR).
Il paese ha mantenuto la sua fisionomia medievale ed è collocato nella valle del torrente Aja, ad un'altezza di 440 m s.l.m.; secondo i dati Istat del 2018, è popolato da 44 residenti. Nel suo territorio si alternano dirupi e colline coltivate ad olivi e vigneti; i boschi vicini, ricchi di faggi, carpini, elci e querce, arrivano ad oltre mille metri d'altezza.
Il paese raggiunge il massimo numero degli abitanti durante il periodo estivo a causa delle residenze secondarie.
Ove allignano i carpini e gli ornelli

E, tra i massi, fiorisce il caprifoglio

Ben ferrati un dì ascesero i Savelli.

Surse Vasciano su ‘l cinereo scoglio

Munito di besteche e manganelli

Come una guardia a dominar l’orgoglio

Ostil de’ prepotenti e de’ ribelli.

Ne la parrocchia tutta istoriata

La Madonnina congiungea le mani

Ne ‘l sorriso de l’arte innamorata;

mentre dai rami argentei de gli olivi

vibravan melodie di suoni arcani

e tu, Pacelli, novi cieli aprivi.»

## Storia
Sulla sommità del Monte San Pancrazio chiamato in passato Monte Rosaro, tra il territorio del Comune di Calvi dell'Umbria e la frazione di Vasciano comune di Stroncone, sono visibili i resti archeologici di un centro di culto a pianta rettangolare del VI secolo probabilmente di cultura arcaica Osco-umbro-sabellica, posto a controllo della viabilita' arcaica tra la Conca ternana, la Valle del Nera e la Valle del Tevere, il santuario poteva costituire un vero e proprio insediamento a sé stante, in genere di altura, oltre ad essere stato probabilmente un polo di aggregazione religiosa per più comunità tribali, con funzioni emporiche e di controllo, rappresentando il fulcro religioso, ma anche sociale ed economico, di un territorio non urbanizzato.
Vasciano, nella sua storia, fu dominata dalla casata dei principi Savelli per poi essere assoggettata prima al dominio di Narni e, infine, a quello di Stroncone, di cui oggi è frazione. 

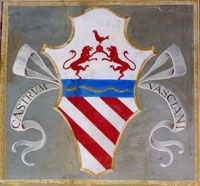
Stemma di Vasciano

Vasciano viene nominato in una bolla di Onorio III del 1225, quando il paese fu preso sotto la protezione di S. Pietro in Roma, per alleviarne i dazi che vi gravavano in seguito al dominio di Narni.
Nel 1227, in una bolla di Gregorio IX, venne riconosciuto a Narni il diritto di riscuotere un cero di 2 libbre per la ricorrenza di S. Giovenale.
Vasciano fu anche un paese fertile per i cultori dell'arte. Infatti, nel 1523, furono commissionati a Rinaldo da Calvi (seguace di Giovanni di Pietro) dei lavori per la chiesa di San Biagio: tali lavori riguardavano soprattutto pitture e sculture in terracotta, ma non furono mai svolti per via di un altro ben più importante impegno, commissionato all'artista nella nuova chiesa di Santa Maria delle Grazie a Calvi dell'Umbria.
Inoltre, Vasciano diede i natali, nel 1570, al musicista Asprilio Pacelli, che ebbe poi fortuna alla corte polacca; oggi una lapide posta nella piazza principale del paese ne ricorda la figura a tutti i cittadini.

## Economia e manifestazioni
Il piccolo paese vive soprattutto sulla coltivazione, sulle piantagioni d'olivo e sull'allevamento. Inoltre, molto sviluppata è la caccia al cinghiale, animale che ha caratterizzato la cucina tradizionale dell'agglomerato.
Le principali manifestazioni sono legate ai festeggiamenti per il patrono san Biagio, attraverso le consuete celebrazioni liturgiche e le manifestazioni settembrine in onore della Madonna, le quali durano qualche giorno e coinvolgono l'intero paese e le popolazioni dai paesi limitrofi. Tali manifestazioni prevedono le celebrazioni liturgiche con processione e alcune manifestazioni ludiche, tra divertimento e tradizione, tra cui una particolarissima accensione dei ceri costruiti dalla stessa popolazione, in una sorta di gara che premierà il più resistente.
Da citare un gruppo teatrale dialettale (Lu sipariettu) che prepara periodicamente rappresentazioni teatrali, soprattutto durante la festa della Madonna: tale gruppo è noto anche nei paesi circostanti ed esercita sempre un notevole richiamo. 
Infine, tra la fine di giugno e l'inizio di luglio, si tiene la sagra denominata Festa d'estate.

## Monumenti e luoghi d'arte

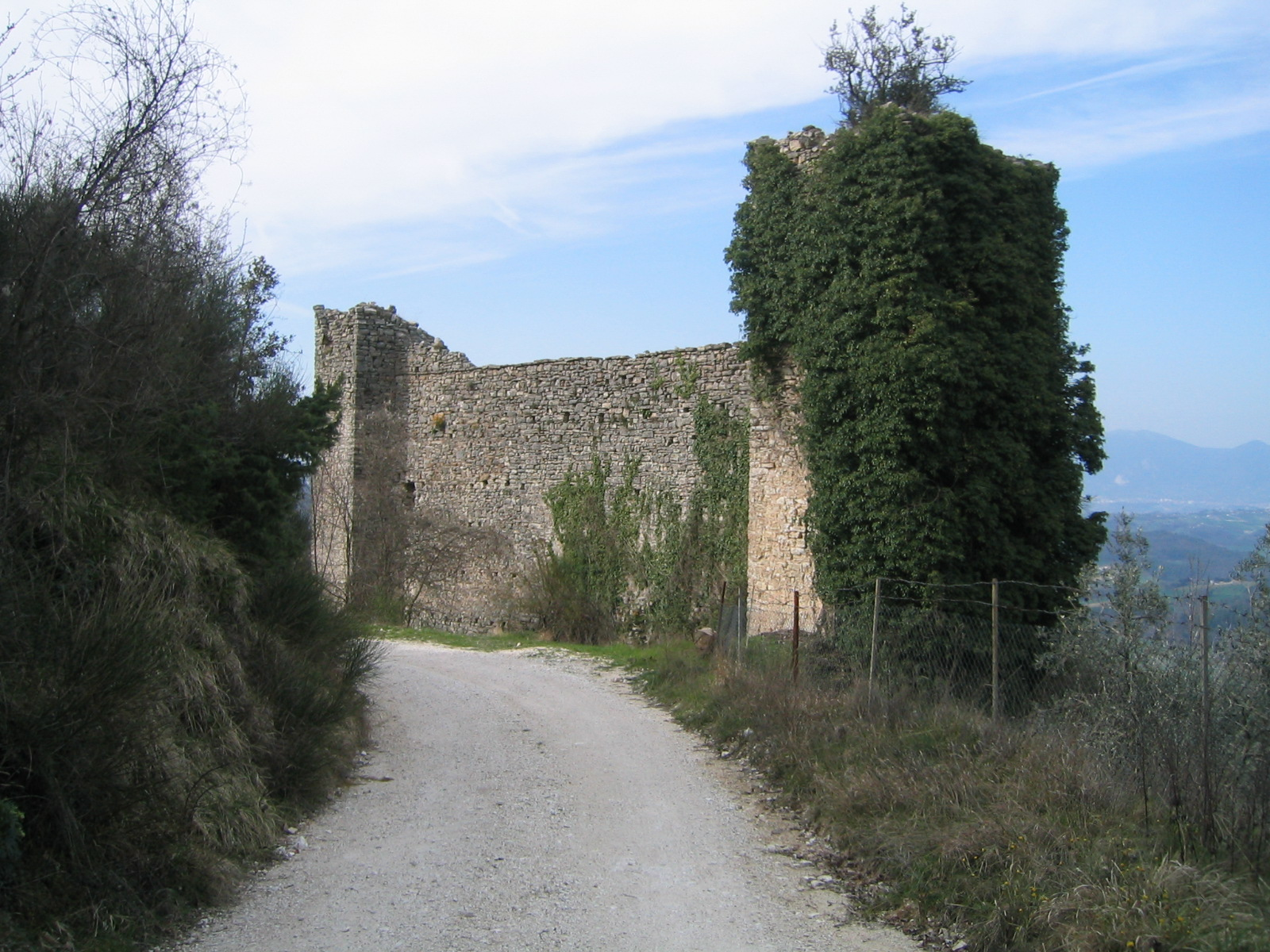
Rovine dell'antico castello.

- Resti del castello di età medievale: oggi è possibile ancora osservarne il lato sud, interamente conservato;
- Chiesa di S. Biagio (XII secolo, rimodernata nel XVII), in stile romanico (ancora ne sono visibili i caratteri). Ha una facciata abbellita da una finestra monofora orbicolare e un'abside semicircolare con finestra a feritoia. All'interno è possibile ammirare numerosi oggetti sacri, soprattutto quadri e affreschi d'epoca.
- Chiesina di San Rocco fuori dal centro storico con affresco sull'altare
- Santuario francescano del Sacro Speco, a 560 m s.l.m.: venne fondato da san Francesco nel 1213, su un preesistente oratorio benedettino. Lo speco è la grotta nella quale il santo dimorò a lungo.

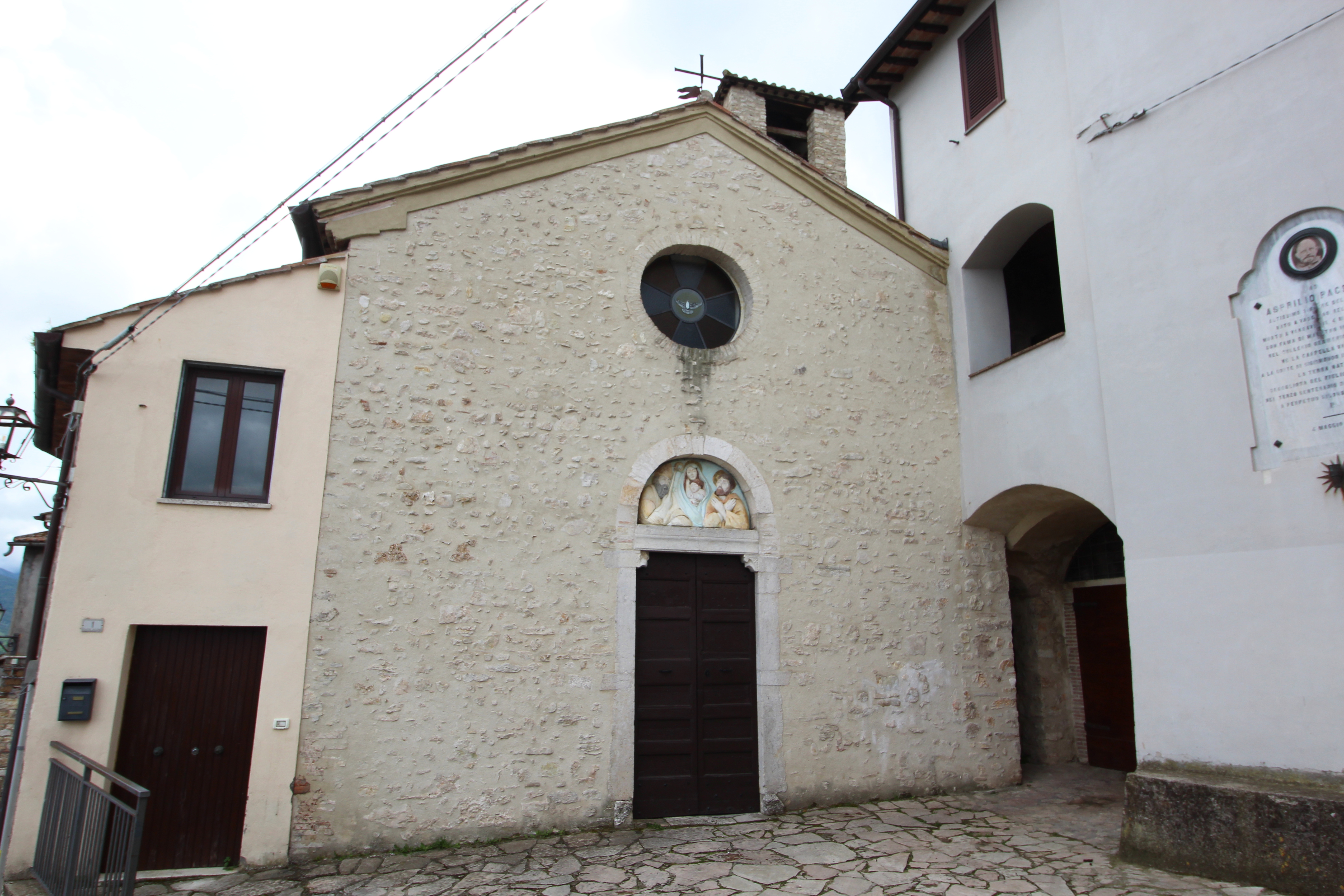
San Biagio
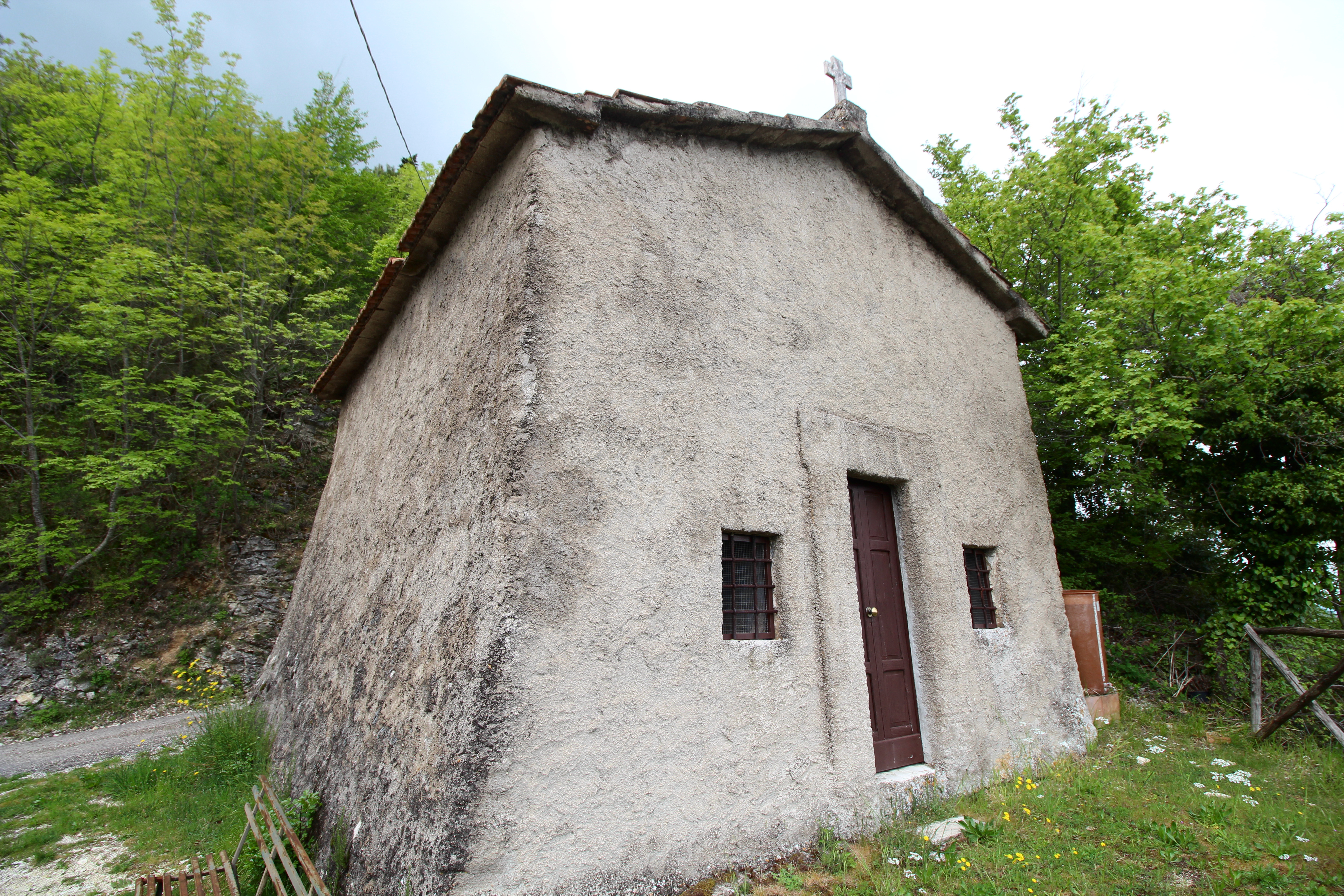
San Rocco
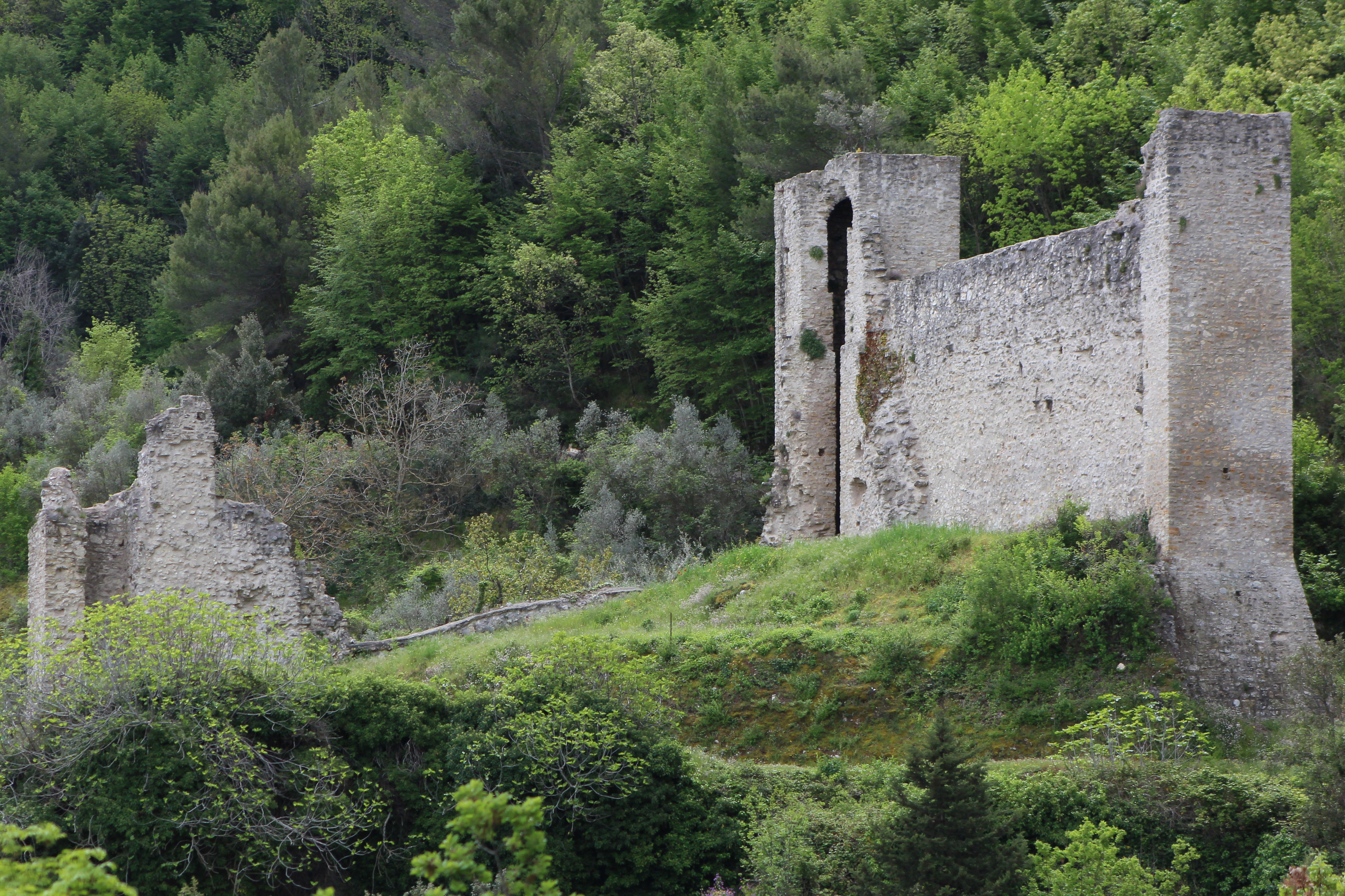
Il castello
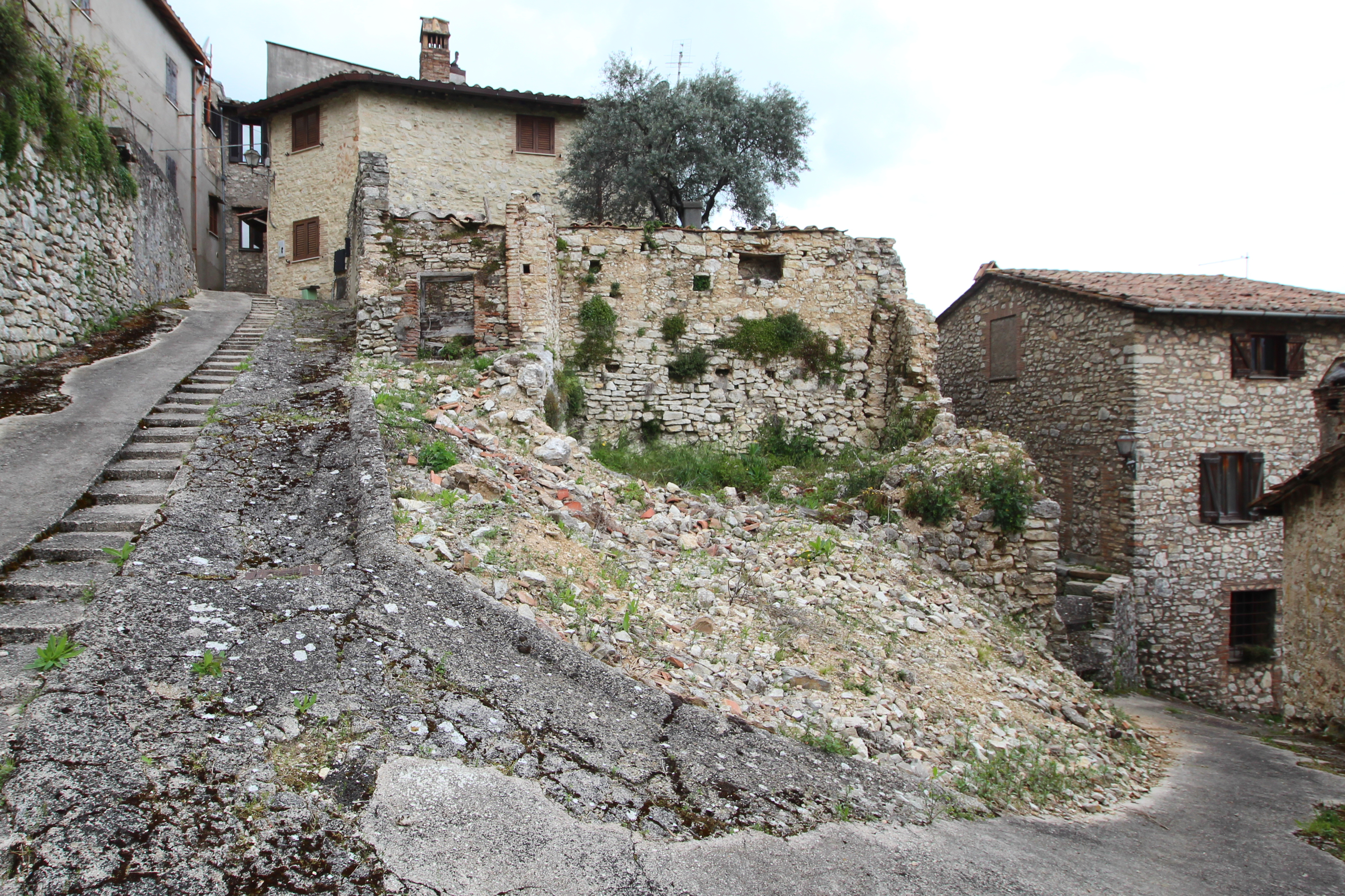
Il borgo

## Sport
- Circolo ricreativo Il Boschetto
- Campetto vicino alla chiesa di San Biagio